# ماكسيمليان الثاني إيمانويل، ناخب بافاريا
ماكسيمليان الثاني (بالألمانية: Maximilian II. von Bayern)‏ (11 يوليو 1662 - 26 فبراير 1726)؛ وأيضا هو معروف بـ ماكس إيمانويل أو ماكسيمليان إيمانويل  كان حاكم بافاريا وأمير ناخب في الإمبراطورية الرومانية المقدسة، وأيضا كان أخر محافظ هولندا الإسبانية ودوق لوكسمبورغ، هو والد في المستقبل كارل السابع، إمبراطور روماني مقدس.

## روابط خارجية
- ماكسيمليان الثاني إيمانويل، ناخب بافاريا على موقع الموسوعة البريطانية (الإنجليزية)